# ジョヴァンニ・バッティスタ・ボノンチーニ

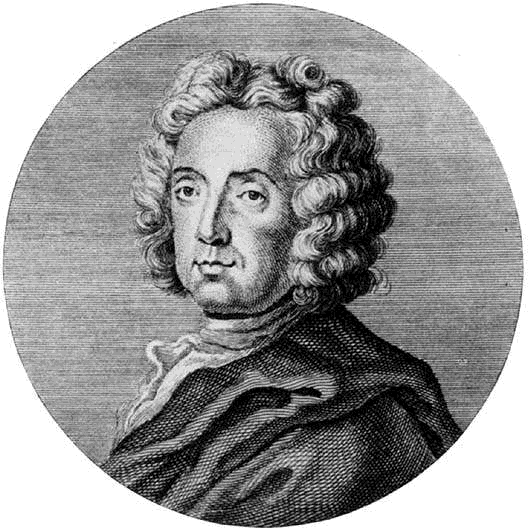
ジョヴァンニ・バッティスタ・ボノンチーニ

ジョヴァンニ・バッティスタ・ボノンチーニ（Giovanni Battista Bononcini, 1670年7月18日 - 1747年7月9日）は、イタリア・バロック音楽の作曲家、チェリスト。

## 人物
モデナ出身。音楽家の家系の生まれであり、父はヴァイオリニストで作曲家のジョヴァンニ・マリア・ボノンチーニ、弟は作曲家のアントニオ・マリア・ボノンチーニ。小ボノンチーニ（Bononcini the younger）と呼ばれた。
ボローニャでチェロを学び、この楽器のための最初の作品を1685年に発表し、1688年にモンテ・サン・ジョヴァンニ教会の楽長となった。その後、オペラの作曲を手掛けるようになり、ミラノ、ローマ、ヴェネツィア、ベルリンを経て、1698年から1711年までウィーンの神聖ローマ皇帝の宮廷に滞在した。1714年にローマに戻り、イタリア各地でオペラの上演を行った。
1720年にマールバラ公ジョン・チャーチルの誘いを受けてロンドンに渡ったが、すでにロンドンにはゲオルク・フリードリヒ・ヘンデルがおり、彼とはライバル関係にあった。概してトーリー党がヘンデルを支持したのに対し、ホイッグ党はボノンチーニを支持した。
しかし1727年に作曲したマドリガルに盗作の疑いがかけられた。このスキャンダルのため1733年にロンドンを離れることを余儀なくされ、パリに渡ってコンセール・スピリチュエルのために作曲を行った。1741年に再びウィーンへ赴き、マリア・テレジアから年金を支給されて余生を過ごした。
作品としては、多くのオペラ、ミサ曲及びマールバラ公ジョン・チャーチルのための葬送アンセムなどがある。彼のオペラの一つ《セルセ》(Xerse)及びその中のアリア〈オンブラ・マイ・フ〉は、ロンドンを去ったボノンチーニが残した楽譜を、後にヘンデルが改作したものが有名になった。
この他『グリゼルダ』のアリア「お前を讃える栄光のために」はアレッサンドロ・パリゾッティが1914年にリコルディ社から出版した "Arie antiche" （「イタリア歌曲集」）の中の一曲として知られている。

## 主な作品

### オペラ
- セルセ Xerse（1694年）

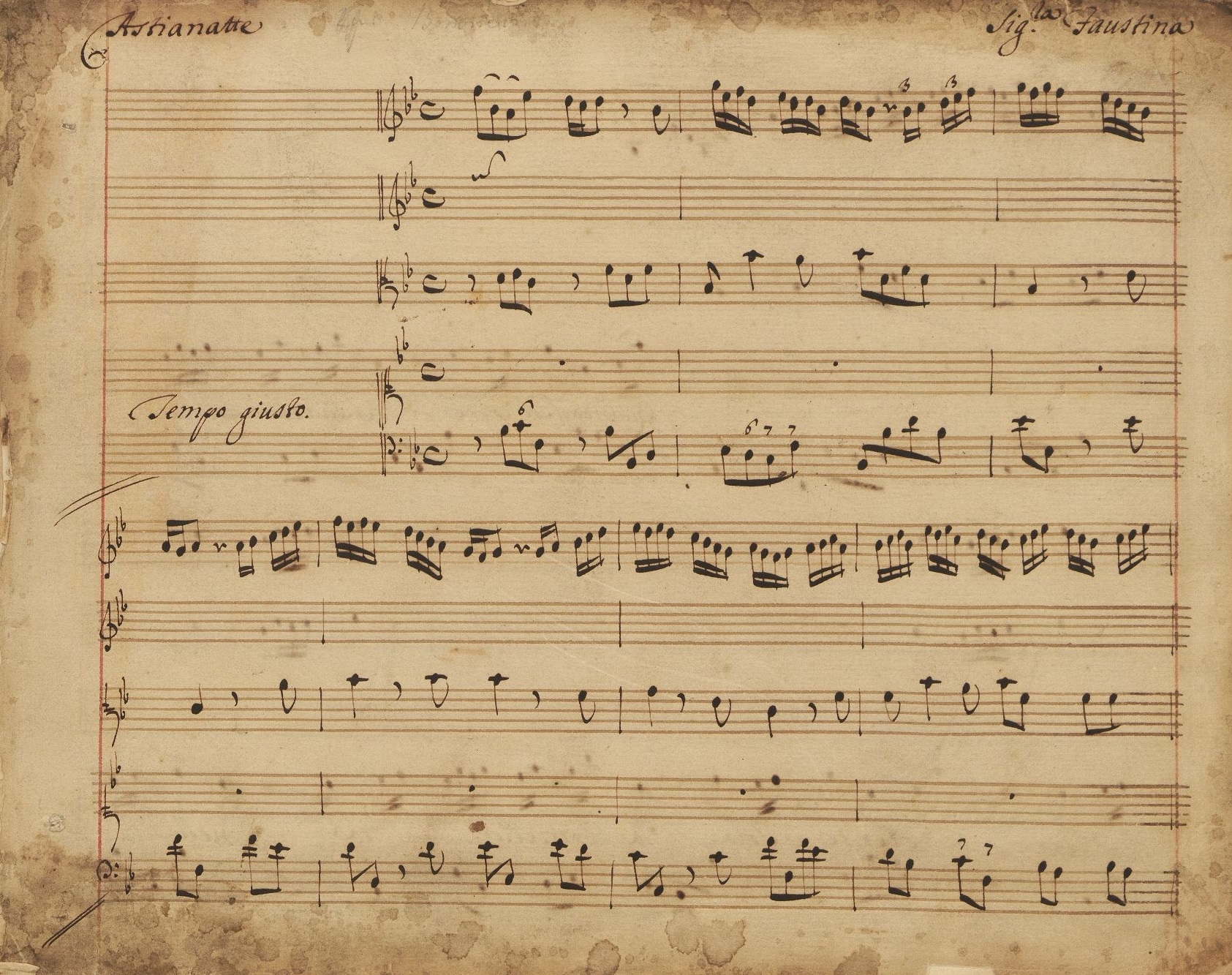
Astianatte, c. 1727

- Il trionfo di Camilla （1696年）
- アスタロト Astarto （1720年）
- 二重の恋 L'odio e l'amore （1721年）
- グリゼルダ Griselda （1722年）
- Erminia （1723年）
- アスティアナッテ Astianatte （1727年）

### その他
- 小ミサ曲集 Messe brevi （1688年）
- 室内ディヴェルティメント集 Divertimenti da camera （1722年）
- 12曲の室内ソナタ集 XII Sonatas for the Chamber （1732年）

## 文献
- Chisholm, Hugh, ed. (1911). "Bononcini, Giovanni Battista" . Encyclopædia Britannica (英語) (11th ed.). Cambridge University Press.